# Margriet echtg. Vander Heyden
Margriet echtg. vander Heyden was een slachtoffer van de heksenvervolging in Europa.

## Achtergrond
De schout van Diest verhoorde op 14 januari, 19 januari en 1 februari 1655 zeven personen die zagen hoe een Diestse molenaar met de hulp van zijn kompanen Margriet vermoordde nadat hij haar beschuldigd had van hekserij. De getuigen van de gruweldaden, zes vrouwen en één man, waren: Maycken Janssens (55), Anne Comigole (33), Magdaleen Mason (42), Maycken Smonnincx (36), Maycken Caris (49), Maycken Hoymaeckers (48) en Geert Willems (37).

## De moord
Op 12 januari 1655 kwam Henrick, een molenaar die verbleef in herberg 'den Oyenvaert', dronken aankloppen bij Maycken Janssens in Diest. Hij kwam 'heysschen eenen nyeuwenjaer' hoewel hij de vorige dag ook al een gelukkig nieuwjaar was komen wensen. Maycken gaf hem een stuiver, want hij wilde hem snel weer de deur uit hebben. Henrick wist echter dat Margriet, de vrouw van Aert Vander Heyden, daar in huis was en hij eiste dat hij haar kon spreken. Anders 'souden den duyvel haer halen'. Margriet kwam tevoorschijn. Henrick lokte haar mee naar herberg 'den Oyenvaert' waar hij haar op een glas brandewijn zou trakteren. Aangekomen in 'den Oyenvaert' riep molenaar Henrick in het bijzijn van alle gasten dat Margriet zijn vrouw betoverd had en dat hij zelf met enkele handlangers voor 'gerechtigheid' zou zorgen. Maycken Janssens besefte dat haar vriendin gevaar liep en liep naar de Korenmarkt om hulp te vragen aan Lenaert, de bakker van de 'Vijf Sterren'. Samen met Maycken ging die mee naar herberg 'den Oyenvaert'. Maar toen Maycken zich over Margriet wilde ontfermen, die al op de grond gesmeten was, hield Lenaert haar tegen. Hij zei dat niemand zich met toverij mocht bemoeien. In plaats van hulp te bieden bestelde hij een pint en bleef toekijken. Thomas Gons, een klant, hitste de aanwezigen op: 'Het is een hecx! Brant de hecx!' waarop iedereen een manier zocht om uit te maken of Margriet werkelijk een heks was. Lenaert en de waardin gingen met Margriet de kamer van de molenaar binnen en vroegen haar een kruisteken te maken. In haar verwarring maakte Margriet het kruisteken averechts, wat zelfs Maycken Janssens deed twijfelen over de onschuld van Margriet. Zij verliet de herberg en ging naar huis. Nu Maycken niet langer aanwezig was, hadden de folteraars vrij spel. Met messen en stokken en met een tang werd Margriet bewerkt. Ze werd gestoken en tot bloedens toe geslagen tot ze stil op de grond bleef liggen. Nog werd ze in het gezicht gestampt, want men geloofde dat de duivel heksen ongevoelig maakte voor pijn en dat Margriet sliep. Lenaert beval haar op te staan. Margriet bewoog niet, waarop Thomas Gons een bussel stro haalde en de zoon van de molenaar weggestuurd werd om voor voldoende 'mutsaert' (takkenbossen) te zorgen. Margriet werd met vuur bewerkt. Lenaert hield een brandende stok onder haar hand en onder haar rokken. Nog altijd bewoog Margriet niet. Er werd gewed dat de heks door toedoen van de duivel niet dood was. Allen begonnen te tieren: 'Brandt de hour'. Dat Margriet geen kruisteken kon maken was voor allen een bewijs van hekserij. Zelfs Geert Willems, een wever die eerst nog zijn geweer was gaan halen om de folteraars weg te jagen en de arme vrouw te helpen, liet zich door de waard overtuigen om de duivels met vuur te verdelgen.
Margriet stierf een vreselijke dood. Wat er nadien met haar lichaam gebeurde is niet geweten. Het dossier van de moord wordt bewaard in het Algemeen Rijksarchief te Brussel.